# Nederlandsche Portland-Cementfabriek

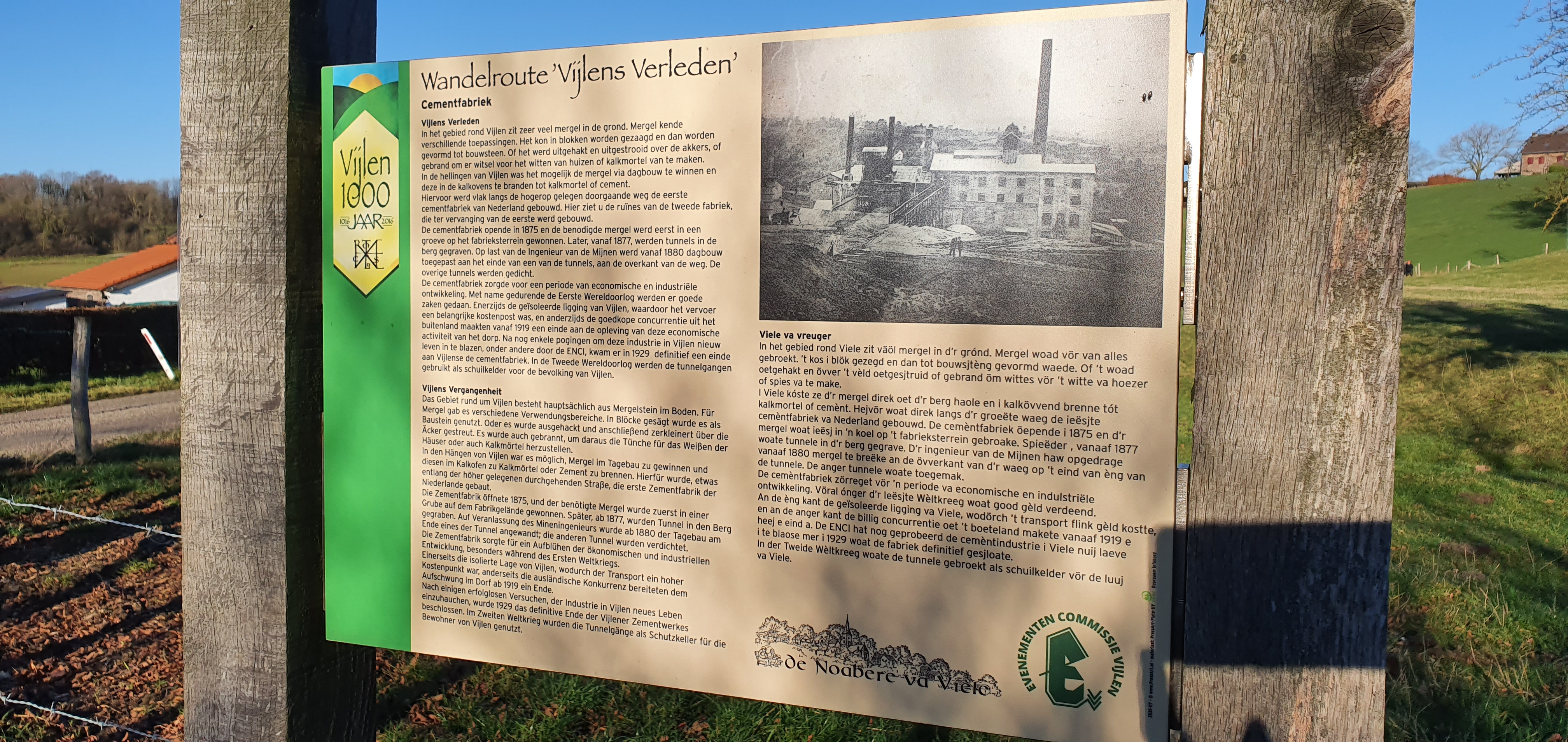
Portland Cement Werk Vijlen

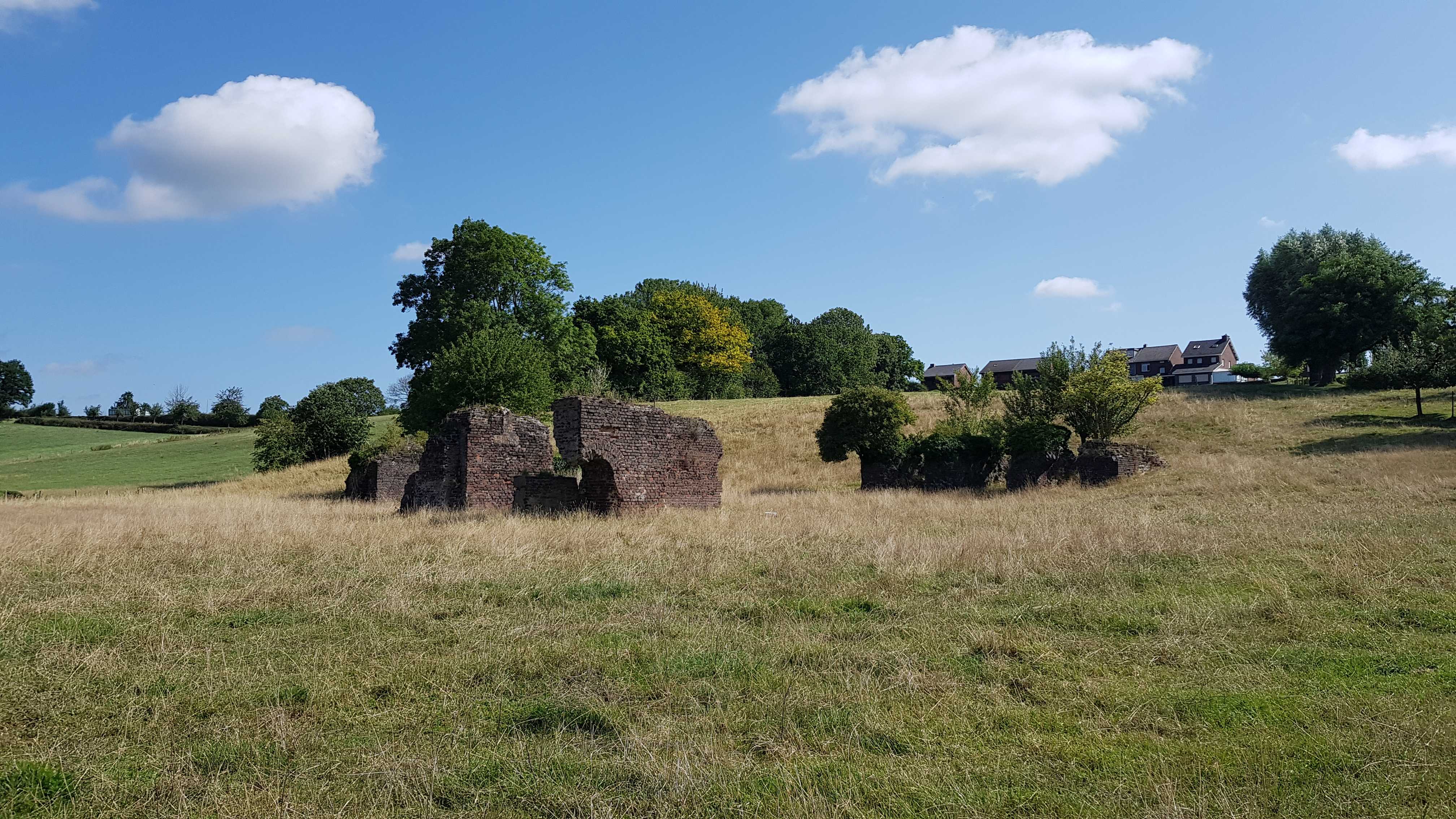
De ruïne van de Nederlandsche Portland-Cementfabriek anno 2019

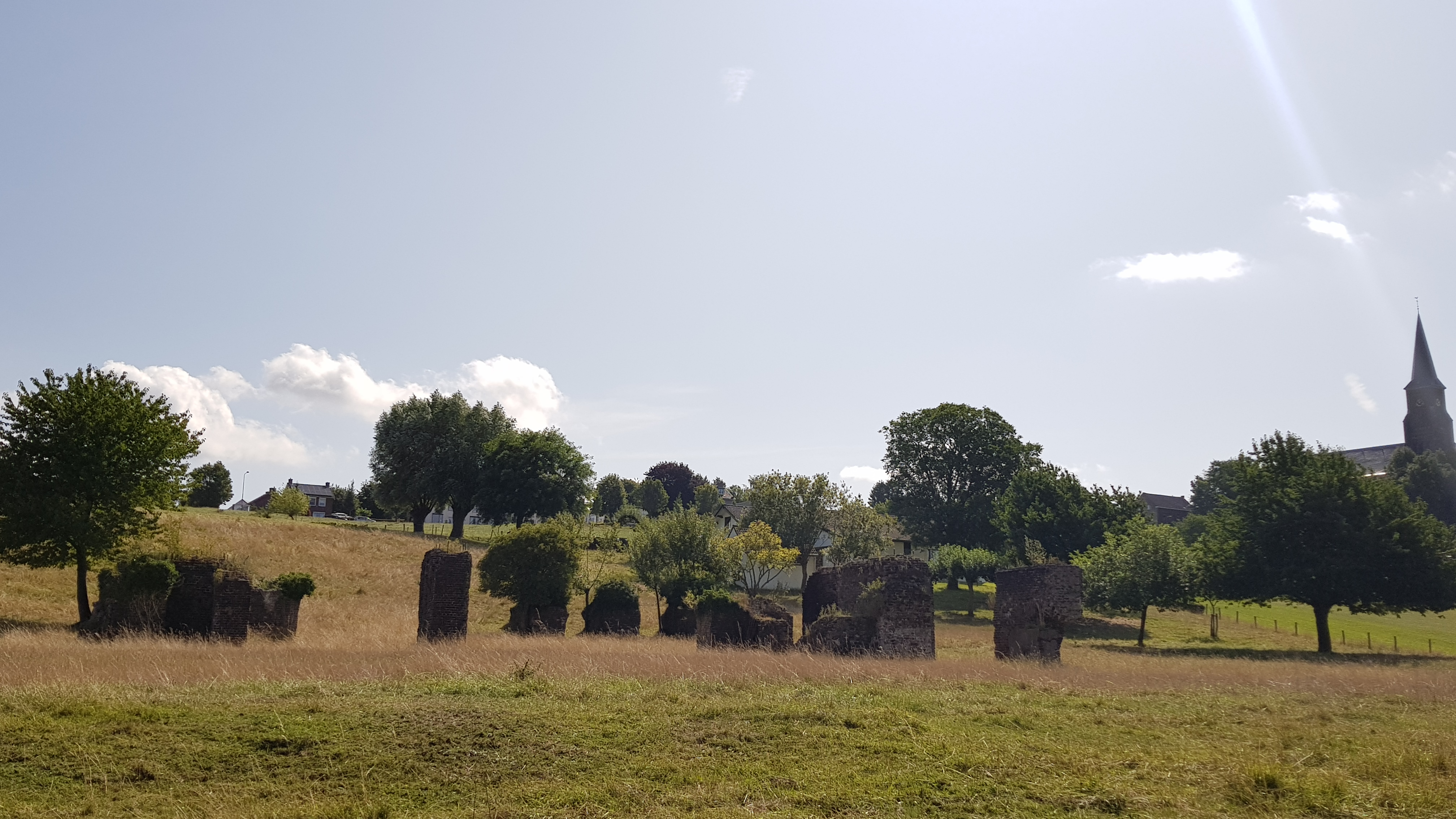

De Nederlandsche Portland-Cementfabriek of nieuwe fabriek was een van de twee cementfabrieken in Vijlen in de Nederlandse gemeente Vaals. De fabriek stond in het dal van de Lombergbeek aan de voet van de Vijlenberg ten zuidwesten van het dorp. Ten westen van de fabriek ligt buurtschap Melleschet.
De fabriek had een eigen smalspoor voor het vervoer van het materiaal. De spoorwijdte was 60 centimeter. Het spoorcomplex had een lengte van 820 meter en omvatte drie wissels, zestien draaischijven en elf kipkarren.

## Geschiedenis
Op 18 juni 1875 werd er een vergunning gekregen van Gedeputeerde Staten van het Hertogdom Limburg voor de oprichting van een cementfabriek, de Aachen-Vijlener Portland Cement Werk, die boven op de Vijlenberg werd gebouwd. Men gebruikte de Kalksteen van Vijlen uit de Vijlenberg voor de productie van het cement. De winning van dit kalksteen vond eerst in een open groeve plaats die op het fabrieksterrein lag, maar sinds 1877 ging men over op de winning van kalksteen in ondergrondse tunnels. Deze ondergrondse kalksteengroeve bestond uit een tunnel 12 meter onder het oppervlak, met verschillende dwarsgangen waar de kalksteen gewonnen werd. Vanwege het grote risico op instortingen moest men hiermee stoppen van Gedeputeerde Staten, waarna de reeds gegraven dwarsgangen werden opgevuld. Vervolgens werd de winning in 1880 aan het einde van de tunnel in een dagbouwgroeve voortgezet.
Omstreeks 1899 werd een tweede fabriek geopend, de Nederlandsche Portland-Cementfabriek. Voor de aanvoer van kalksteen werd er een tunnel onder de Vijlenberg door aangelegd naar de dagbouwgroeve van de Aachen-Vijlener Portland Cement Werk.
In 1917 vergrootte men de capaciteit van de fabriek van 8.000 toen productie in een jaar naar 15.000.
In 1919 werd de productie in beide fabrieken stilgelegd door gebrek aan kolen, eveneens waren de kosten te hoog en was er te hoge concurrentie uit andere landen.
In 1922 probeerde een nieuwe eigenaar de Aachen-Vijlener Portland Cement Werk weer op te starten, maar in datzelfde jaar kwamen door een ongeval twee mensen om het leven en sloot men de oude fabriek. In 1927 begon men met de afbraak van deze fabriek.
Op 1 december 1927 werd de Nederlandsche Portland-Cementfabriek gekocht door de ENCI, maar de ongunstig gelegen fabriek was te zwaar verouderd en op 16 juni 1929 werd ze gestopt. In de jaren 1930 werd het grootste deel van de fabriek afgebroken.
In de Tweede Wereldoorlog gebruikte men een van de tunnels van de groeve als schuilkelder en na de oorlog zat er kort een champignonkwekerij.
Na de Tweede Wereldoorlog vulde men de kalksteengroeve op met afval en kreeg ze de naam de Koel. In 1982 vulde men de groeve verder op met grond en puin (van een textielfabriek uit Vaals) en in 2004 werd de Koel omgevormd tot dorpsplein.
Anno 2019 is de locatie van de fabriek een ruïne.

## Productie
De fabriek produceerde cement waarbij het kalksteen werd gewonnen in de kalksteengroeve in Vijlen, de gebruikte zuivere kalk kwam uit de Groeve Halembaye en het gebruikte leem kwam uit een Vaalser groeve.